# Пуаро, Огюст
Огю́ст Пуаро́, также Огюст или г-н Огюст (фр. Auguste Poireau; около 1780, Лион — 1832, Петербург или же 1844 за рубежом) — французский танцовщик и балетмейстер, младший брат певицы мадам Шевалье и шурин балетмейстера Шевалье. В конце XVIII — первой трети XIX веков плодотворно работал в России, в придворной труппе петербургских театров — здесь по русскому обычаю его стали называть Августом Леонтьевичем.

## Биография
Являлся родным братом певицы, известной как Мадам Шевалье или Шевалье-Пейкам, которая вышла замуж за танцовщика и хореографа Пьера Пейкама Шевалье.
Работал в Бордо.
Его красавица-сестра, певица привлекла внимание директора Петербургской императорской труппы Н. Б. Юсупова, и тот пригласил её с мужем и братом работать во Французской труппе при императорских театров, куда те и прибыли в 1797 или 1 апреля 1798 года. Контрактом оговаривались гонорары: Мадам Шевалье получала 7000 рублей (до неё такого жалования не получал никто в труппе), балетмейстер Пьер Шевалье — 3000, танцор Огюст Пуаро — 2000 рублей, к тому же им полностью оплачивалась квартира, дрова, карета для выездов и предоставлялись бенефисы.
Мадам певица сразу привлекла повышенное внимание со стороны сановников Павла I (и помимо многочисленных дорогостоящих подарков, даже имела дочь от Кутайсова), а затем и самого императора, о её феноменальной жадности по Петербургу ходили небезосновательные слухи; а муж и брат пользовались результатами её успеха вместе с ней, при этом работая на балетной сцене Пьер Шевалье в должности главного балетмейстера Петербургской труппы, а Огюст Пуаро — в амплуа первого пантомимного танцовщика. Однако в марте 1801 года вся их жизнь круто изменилась в результате государственного переворота: Павел I был убит, а заступивший на царствование Александр I потребовал немедленной высылки мадам Шевалье. Пьер Шевалье в это время находился в Париже, куда был командирован с большой суммой для ангажирования знаменитых французских артистов для русского театра, и потому решил не возвращаться.
Тем не менее от Огюста Пуаро никто не потребовал немедленно покинуть Петербург, и он продолжал работать в России, где сначала был на исполнительском амплуа танцора, а впоследствии поставил как балетмейстер свыше 30 балетов, некоторые ставил совместно в И. И. Вальберхом и Ш. Дидло. Этот период времени связан с развитием и становлением русского балета, о чем впоследствии писал историк русского балета Ю. А. Бахрушин: «Период с 1790 по 1805 год был чрезвычайно знаменательным в истории развития балета в России. За это пятнадцатилетие … было заложено прочное основание для самоопределения русского балета».
Адам Глушковский называл Огюста «отличным, первоклассным танцовщиком». Он особо прославился исполнением национальных танцев, а русский исполнял «как настоящий русский». Биографическая энциклопедия дает творчеству Огюста Пуаро (или, как его стали называть — Огюста) высокую характеристику: «Огюст был не только хорошим танцором, но и отличным балетмейстером … он в танцах, особенно в исполнении русской пляски, был неподражаем». Кроме того, он вел педагогическую работу в Петербургской театральной школе и какое-то время он был и придворным учителем танцев.
О его кончине версии расходятся: по некоторым источникам, он умер в 1832 году Санкт-Петербурге, по другим — в 1833 покинул Петербургскую сцену, а скончался в 1844.

## Репертуар
Среди балетных партий артиста:
- «Деревенская героиня» — дурачок Бебе
- «Граф Кастелли» — Адольф
- «Амур и Психея» — Тизифон
- «Зефир и Флора» — Бахус
- 1807 — «Медея и Язон», балетмейстер Дидло по хореографии Новерра — Язон
- 1817 — «Венгерская хижина, или Знаменитые изгнанники» А. Венюа, балетмейстер Ш.Дидло — граф Рагоцкий
- 5 марта 1819 — «Рауль де Креки, или Возвращение из крестовых походов» на музыку К. А. Кавоса и его ученика Сушкова, дополнен также музыкой Т. В. Жучковского[8], балетмейстер Дидло, по либретто одноименного балета итальянского балетмейстера С. Вигано[9] — граф де Креки (Дидло посвятил этот балет Огюсту, исполнителю главной партии де Креки[2]; премьера прошла в бенефис Огюста; в главных партиях Огюст и Колосова; спектакль выдержал 110 представлений, давая полные сборы[10])

## Постановки вБольшом театре Санкт-Петербурга

### Балеты и дивертисменты
- 1810 — «Мельник, или Ночное свидание», комический балет в 2 актах (на музыку Александра Аблесимова?)
- 1812 — «Любовь к Отечеству» Катерино Кавоса (совместно с Иваном Вальберхом)
- 1813 — «Казак в Лондоне», анекдотический балет на сборную музыку (совместно с Иваном Вальберхом)
- 1813 — «Русские в Германии» (совместно с Иваном Вальберхом)
- 1813 — «Праздник в стане союзных армий» дивертисмент с пением Катерино Кавоса (совместно с Иваном Вальберхом)
- 1814 — «Торжество России, или Русские в Париже», «аналогический» балет в 3 актах с пением и хорами (совместно с Иваном Вальберхом)
- 1815 — «Сандрильона» Даниэля Стейбельта (совместно с Иваном Вальберхом)
- 1818 — «Казаки в гостях у Филатки», дивертисмент на сборную музыку
- 1819 — «Молодая охтянка», дивертисмент на сборную музыку
- 1819 — «Семик, или Гуляние в Марьиной роще», дивертисмент на сборную музыку
- 1820 — «Федул с детьми на господской вечеринке», балет-дивертисмент в 1 акте
- 1820 — «Похищение, или Роберт — атаман разбойников», пантомима-балет в 3 актах
- 1821 — «Венецианский карнавал», дивертисмент в 1 акте
- 1821 — «Дезертир», балет в 3 актах (возобновление постановки Ивана Вальберха)
- 1822 — «Освобождение молодой крестьянки от разбойников, или Храбрость русского солдата», анекдотическая суета с хороводами, песнями и плясками на сборную музыку
- 1822 — «Семик в новом виде», дивертисмент на сборную музыку
- 1823 — «Рауль Синяя борода» большой трагический балет в 4 актах на музыку Катерино Кавоса, Андре Гретри и Николая Кубишты (возобновление постановки Ивана Вальберха)
- 1823 — «Кавказский пленник, или Тень невесты» Катерино Кавоса (совместно с Шарлем Дидло)
- 1823 — «Семья простаков, или У страха глаза велики» А. Париса, пантомимная комическая сцена
- 1823 — «Демьянова уха» интермедия по басне Ивана Крылова с русскими плясками
- 1824 — «Филатка и Федора на празднике в Парголове», дивертисмент в 1 акте
- 1824 — «Чёрный лес», балет в 3 актах А. Париса
- 2 декабря 1824 — «Руслан и Людмила, или Низвержение Черномора, злого волшебника» Фридриха Шольца (петербургская постановка балета Адама Глушковского совместно с Шарлем Дидло, дан в собственный бенефис)
- 1825 — «Батюшкина дочь, или Нашла коса на камень» комедия-балет в 3 актах на музыку Катерино Кавоса, П. Ф. Турика и Шелихова (совместно с Шарлем Дидло)
- 1826 — «Возвращение князя Пожарского в своё поместье», дивертисмент
- 1827 — «Дидона или Истребление Карфагена» большой трагический балет на музыку Мартена и Катерино Кавоса (совместно с Шарлем Дидло)
- 1828 — «Гулянье на Крестовском острове, или Сюрприз» на музыку Катерино Кавоса и Фердинанда Антонолини, балет в 1 акте
- 1828 — «Деревенская героиня» на музыку А. Париса и других авторов
- 1828 — «Сатана со всем прибором, или Урок чародея» большой волшебный балет в 3 актах на музыку Катерино Кавоса, П. Ф. Турика и Шелихова
- 1830 — «Альмавива и Розина, или Обманутый опекун» большой балет в 3 актах
- 1830 — «Кораблекрушение морских разбойников, или Маленький матрос» А. Париса (совместно с Шарлем Дидло)
- 1830 — «Аннета и Любим»
- 1831 — «Клари» большой балет в 3 актах Родольфа Крейцера
- 1834 — «Отчаяние Жокриса, или Простаки», комический балет в 1 акте на сборную музыку
- 1837 — «Рауль Синяя борода, или Опасность любопытства» пантомимный балет в 2 актах на музыку Катерино Кавоса и Андре Гретри

### Танцы в операх
- 1809 — «Девишник, или Филаткина свадьба» комическая опера-балет А. Н. Титова
- 1819 — «Красная шапочка» волшебная опера в 3 актах с хорами и балетами Франсуа Адриена Буальдье (совместно с Шарлем Дидло)